# Certima annaria
Certima annaria là một loài bướm đêm trong họ Geometridae.